# Terranuova Bracciolini
Terranuova Bracciolini – miejscowość i gmina we Włoszech, w regionie Toskania, w prowincji Arezzo.
Według danych na styczeń 2009 gminę zamieszkiwały 12 172 osoby przy gęstości zaludnienia 142,6 os./1 km².